# Monostola pectinata
Monostola pectinata är en fjärilsart som beskrevs av Alphéraky 1892. Monostola pectinata ingår i släktet Monostola och familjen nattflyn. Inga underarter finns listade i Catalogue of Life.